# Parada de Sil
Parada de Sil település Spanyolországban, Ourense tartományban. Parada de Sil Sober, A Teixeira, Montederramo, Xunqueira de Espadanedo és Nogueira de Ramuín községekkel határos. Lakosainak száma 522 fő (2024).

## Népesség
A település népessége az elmúlt években az alábbi módon változott:
| Lakosok száma | 896  | 788  | 752  | 683  | 648  | 634  | 593  | 538  | 531  | 522  |
|               | 2001 | 2004 | 2007 | 2009 | 2012 | 2014 | 2017 | 2019 | 2022 | 2024 |

## Turizmus, látnivalók
A közelben található természeti szépség a Sil-kanyon.